# Sabrina Tartu
Pour les articles homonymes, voir Tartu.
 (mai 2022).
 (septembre 2024).
Si vous disposez d'ouvrages ou d'articles de référence ou si vous connaissez des sites web de qualité traitant du thème abordé ici, merci de compléter l'article en donnant les références utiles à sa vérifiabilité et en les liant à la section « Notes et références ».
Sabrina Tartu est une écotoxicologue, toxicologue environnementaliste, physiologue, zoologiste et écologiste marine. 

## Recherches
Tartu a fait des recherches scientifiques au sujet de pollutions organiques persistants. Elle a réalisé une thèse (2011-2014) dans laquelle elle a étudié l'impact des polluants sur la physiologie du stress de deux espèces d'oiseaux marins polaires. Elle a pu démontrer l'impact du mercure sur les animaux touchés par celui-ci. De plus, ils s'occupaient moins bien de leur progéniture.